# Waldemar Fink
Waldemar «Waldo» Theophil Fink (* 9. Mai 1883 in Bern; † 20. Mai 1948 ebenda) war ein Schweizer Landschaftsmaler, bekannt insbesondere für seine Gebirgslandschaften im Post-Impressionistischen Stil.

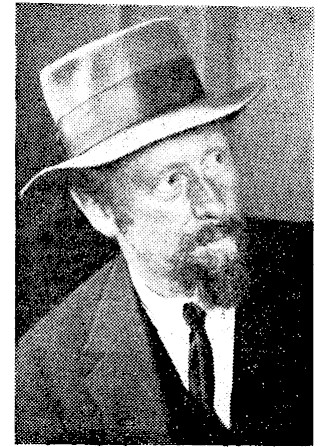
Waldemar Fink

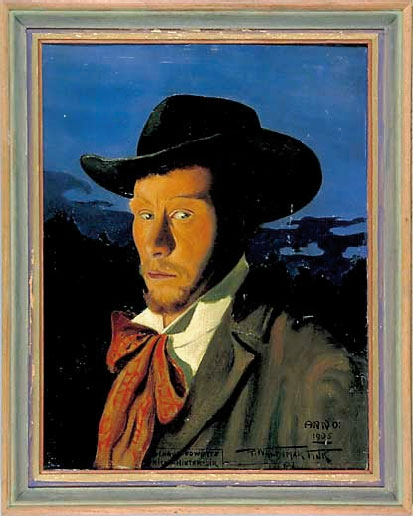
Selbstportrait Waldemar Fink um 1905

## Leben
Waldemar Fink absolvierte zunächst eine Lehre als Dekorationsmaler im Maler- und Gispereigeschäft seines Vaters und arbeitete einige Jahre auf dem Beruf. Anschliessend setzte er sein Studium in München an der Weinhold-Schildknecht Kunstschule fort. Von 1909 bis 1922 lebte Fink in Adelboden und ab da nur noch in Bern, von wo aus er die Schweizer Alpengebiete aufsuchte, um sie dann in malerischen Gebirgslandschaften festzuhalten. Daneben betätigte er sich auch als Dekorationsmaler. Seine Bilder stellte Fink regelmässig in Bern aus und unter anderem auch in München.
Zunächst orientierte er sich mit komponierten Bildern, deutlich erkennbar am impressionistischen Stil Seganitinis. Später entwickelte er seinen eigenen Stil mit gröberem Pinselduktus. Die lebendigen Farben und harmonischen Motive zeugen von der Liebe, die der Einzelgänger in der Landschaft gefunden hat.
Moderne Auktionshäuser rühmen, er habe «die dunkeltonigen Werke der Vorkriegszeit um eine helle Palette und reife Kontraste bereichert».
Waldemar Fink war der Sohn von Gipser- und Malermeister in Bern Johann Peter Fink aus Sulzberg bei Bregenz stammend und Emma Barbara Grundmann aus Thun. Fink hatte zwei Ehen: 1912 heiratete er Anna Stauffacher, von Matt (Glarus) und wohnte an der Finkenstrasse 6 in Bern. Seine zweite Ehe hielt er mit Gertrud Karoline Schenk, mit welcher er zuletzt an der Brunnadernstrasse 7 in Bern wohnte.
Sein 1920 geborener Sohn aus erster Ehe, Johannes Waldemar Adrian Fink starb bereits im Alter von 28 Jahren in Münsigen, Bern.
Fink war ein ausdauernder Berggänger und Alpinist. Am 26. Januar 1920 nahm Fink am Oberländischen Skirennen in Adelboden teil und belegte den sechsten Platz. 1921 gestaltete er dann auch das Skifestplakat von Adelboden mit dem grossen Lohner und einem Skifahrer und gelben Sweatshirt.

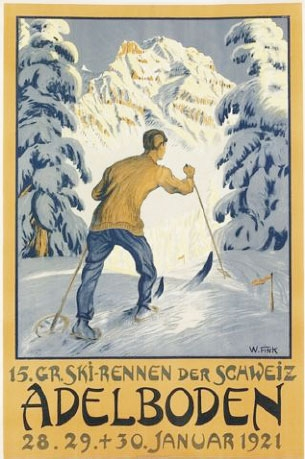
Plakat Skirennen Adelboden, 1921

Es folgte 1929 ein weiteres bekanntes Plakat vom Hotel Regina in Wengen, mit welchem auch in England geworben wurde. 

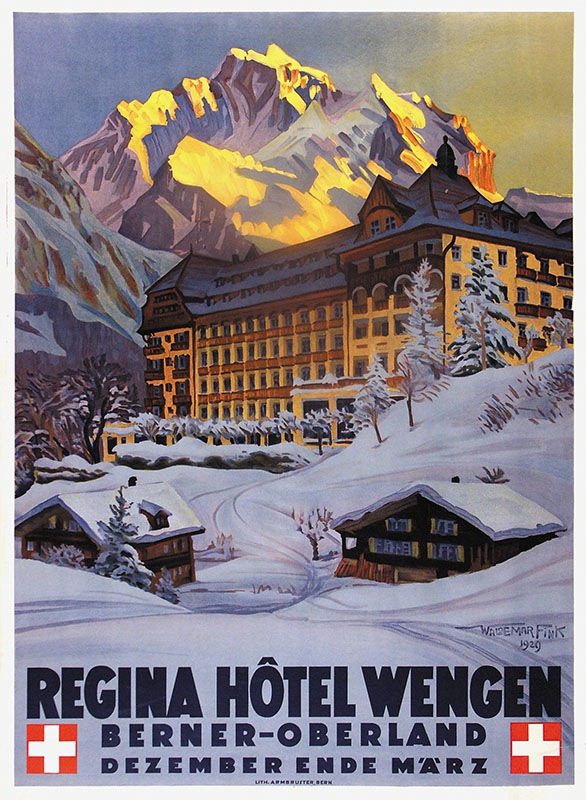
Plakat Regina Hôtel Wengen, 1929

In einem Zeitungsartikel von 1915 wurde er als «Einspänner» und «Outsider», aber ebenso als interessanter Mensch und Künstler bezeichnet.
Fink hatte in seinen letzten Jahren seines Lebens ein Magenleiden, welches operiert wurde. Kurz nach seinem 65. Geburtstag starb er im Burgerspital in Bern.

## Werke (Auswahl)
- Herbstliche Berglandschaft, 1908, Öl auf Leinwand, 31 × 57 cm.
- Winternacht in Adelboden, 1911.

- Wintertag, 1912.

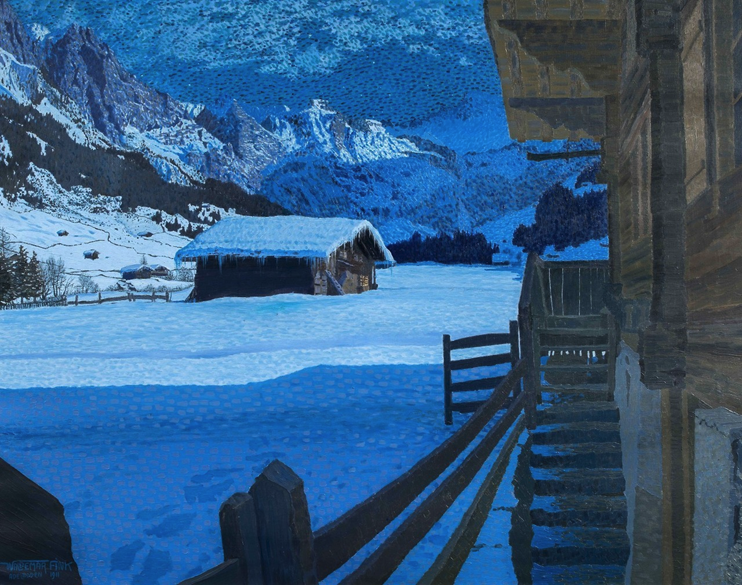
Winternacht in Adelboden 1911

- Morgenstimmung, 1912, Gouache auf Karton 69 × 88 cm.

- Abend im Gebirge, 1913.
- Frühsommertag im Tal, 1913.
- Maiabendstimmung, 1913.

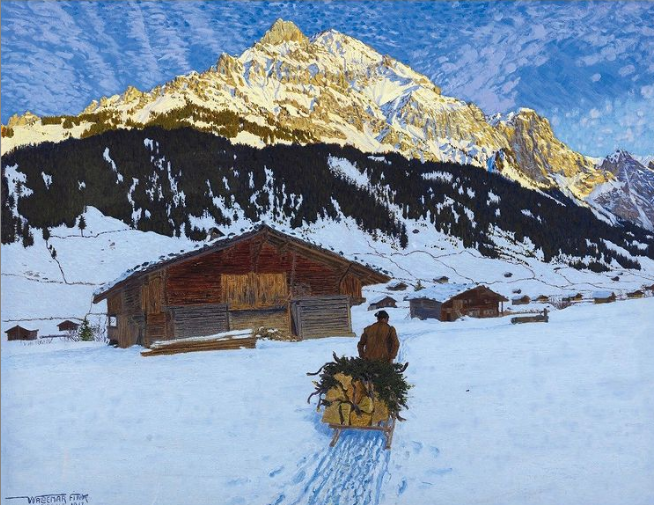
Morgenstimmung 1912

- Nächtliche Heimkehr, 1913, Öl auf Leinwand, 75 × 90 cm.
- Die Stille der Felder, 1913.
- Morgenstimmung, 1913, Gouache auf Papier, 45 × 58 cm.

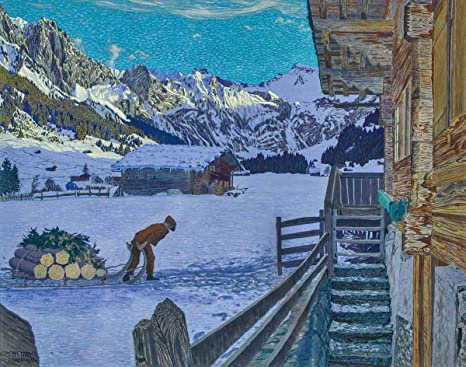
Morgenstimmung 1913

- Herbst Adelboden in Moos, 1915, Öl auf Leinwand, 79 × 59 cm.
- Spätsommertag, 1917, Öl auf Malkarton 58 × 51 cm

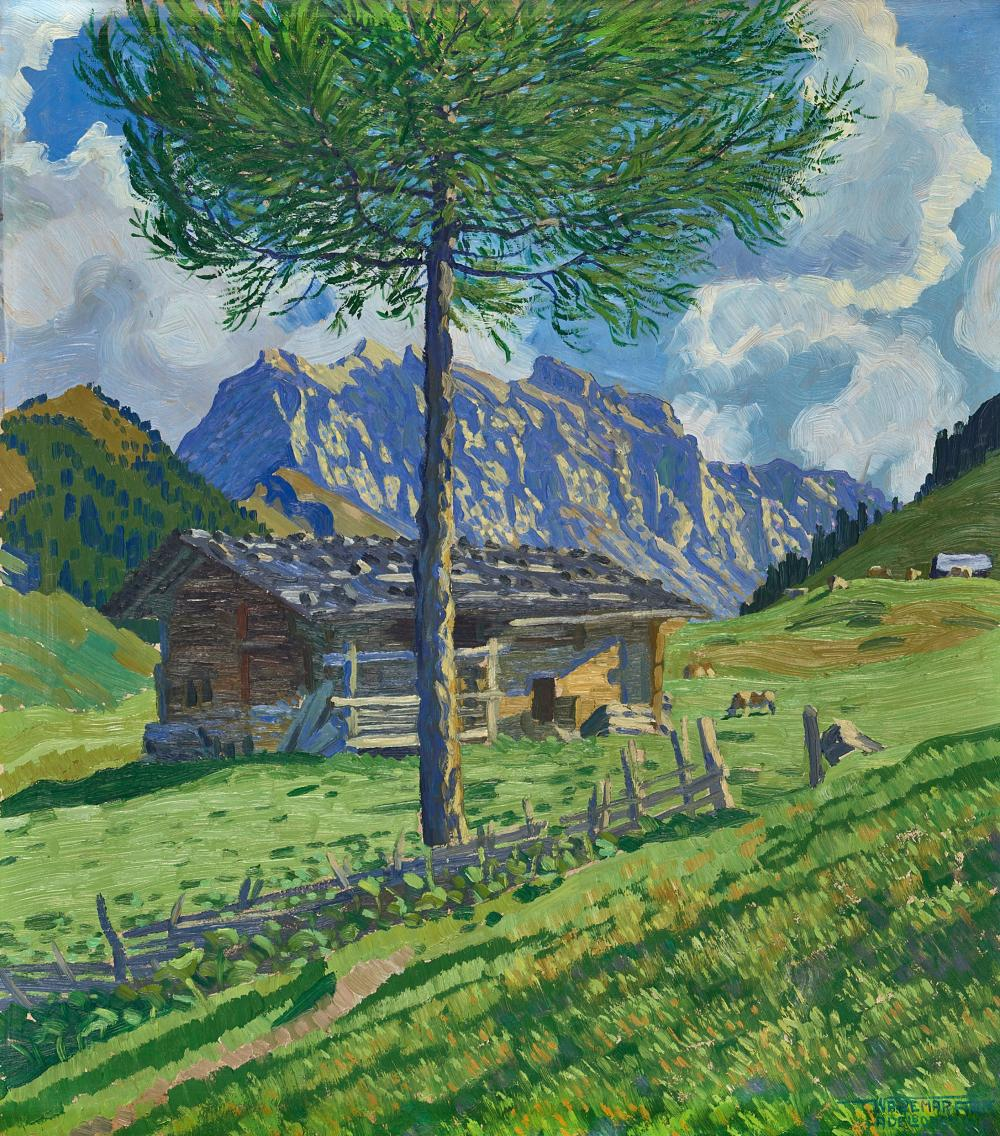
Spätsommertag 1917

- Sommertag an der Aare bei Worblaufen, 1920, Öl auf Leinwand, 59 × 80 cm.
- Junimorgen bei Grindelwald, 1924, Öl auf Leinwand, 120 × 123,5 cm.
- Herbstnachmittag bei Grindelwald, 1924, Öl auf Leinwand, 84 × 117,5 cm.
- Matterhorn mit Hütten in Findelen ob Zermatt, 1927, Öl auf Leinwand, 60,5 × 91 cm.
- Gletschersee am oberen Findelengletscher, 1928, Öl auf Leinwand, 33 × 43 cm.
- Märzsonne im Lauterbrunnental, 1929 Öl auf Leinwand, 73,5 × 63 cm.
- Thunersee mit Niesen, 1934 Öl auf Leinwand, 65 × 53,5 cm.
- Frühsommer bei Bern Melchenbühl, 1939 Öl auf Leinwand, 55 × 65 cm.
- Nachts auf dem Heimweg, 1941, Öl auf Leinwand, 55 × 38 cm.
- Am Fussweg Ferden-Kippel, Juni 1942, Öl auf Leinwand, 46,5 × 36 cm (im Lötschentaler Museum, Kippel).[1]